# Pierreclos
Pierreclos är en kommun i departementet Saône-et-Loire i regionen Bourgogne-Franche-Comté i östra Frankrike. Kommunen ligger i kantonen Tramayes som tillhör arrondissementet Mâcon. År 2022 hade Pierreclos 851 invånare.

## Befolkningsutveckling
Antalet invånare i kommunen Pierreclos
| Referens: INSEE |